# Werner von Blon
Werner von Blon (* 23. Januar 1929 in Wiesau; † 8. Februar 2009 in Homburg) war ein deutscher Kommunalpolitiker (SPD).

## Leben
1931 siedelte die Familie nach Eger um, wo von Blon die Volks- und Oberrealschule besuchte. Von Januar bis Mai 1945 leistete er Kriegshilfsdienst, geriet in sowjetische Gefangenschaft und wurde bis Ende 1945 interniert. Der gebürtige Oberpfälzer von Blon lebte seit 1946 in Zweibrücken. Von Blon begann 1947 sein Lehrerstudium und trat 1949 in den Schuldienst ein.
Von 1980 bis 1993 war er Oberbürgermeister von Zweibrücken. Zuvor war er für seine Partei lange Zeit Stadtratsmitglied, zuletzt als Fraktionsvorsitzender.
Bis zu seinem Tod war Werner von Blon noch im Vorstand der Arbeitsgemeinschaft 60+ (Senioren) der örtlichen SPD sowie als Vorsitzender des städtischen Seniorenbeirats aktiv.
Neben seiner politischen Tätigkeit beschäftigte sich von Blon mit heimatkundlichen Themen, zu denen er teils in Zweibrücker Dialekt veröffentlichte.
Zu Ehren Werner von Blons hat der Rosenzüchter Karl Hetzel 1993 eine neu gezüchtete Kletterrose nach ihm benannt, die eine weite Verbreitung gefunden hat. Dies erfolgte, weil auf den Oberbürgermeister der Rosenstadt Zweibrücken die mittlerweile traditionellen internationalen Rosenregatten zurückgehen.
Von Blon veröffentlichte 1996 anlässlich des 50. Jahrestags der Wiedergründung der SPD-Zweibrücken die Schrift Demokratischer Neubeginn : die Wiedergründung des Ortsvereines Zweibrücken der Sozialdemokratischen Partei nach dem Kriege
Am 7. Februar 2009 überquerte von Blon auf dem Weg zu einer Veranstaltung in Zweibrücken eine Straße und wurde von einem Auto erfasst. Er wurde mit schwersten Verletzungen in das Homburger Uniklinikum eingeliefert, wo er wenig später seinen Verletzungen erlag.